# Моролика
Моролика (исп. Morolica) — муниципалитет в гондурасском департаменте Чолутека .
Основанная в конце 19 века, Моролика была разрушена наводнением, возникшим из-за урагана Митч в октябре 1998 года. Нынешняя Моролика, также известная как «Новая Моролика», расположена в долине примерно в пяти километрах от первоначального места.

## Администрация
Нынешний мэр (из либеральной партии) - Эвер Гомес.

## Население
Моролика в целом насчитывает около 6000—7000 человек, проживающих в городе и его альдах (деревнях), из которых около 1200 проживают в самом городе.

## Религия
В Моролике четыре церкви: евангелическая, баптистская, пятидесятническая и католическая.

## Экономика
Основная отрасль — сельское хозяйство, и дальше этого экономика не заходит. Обладает: детским садом, начальной школой, средней школой, публичной библиотекой, судом, поликлиникой  и мэрией; крупнейшим работодателем на сегодняшний день является правительство.